# Harry Potter et le Prince de sang-mêlé (jeu vidéo)
 (mars 2020).
Si vous disposez d'ouvrages ou d'articles de référence ou si vous connaissez des sites web de qualité traitant du thème abordé ici, merci de compléter l'article en donnant les références utiles à sa vérifiabilité et en les liant à la section « Notes et références ».
Harry Potter et le Prince de sang-mêlé est un jeu vidéo d'action-aventure sorti le 2 juillet 2009 sur Nintendo DS, PlayStation 2, PlayStation Portable, Windows, Xbox 360, PlayStation 3, Nintendo Wii et Macintosh. Le jeu est édité par Electronic Arts.

## Scénario
Comme dans le livre du même nom, le scénario de ce volet revient sur les Aventures de Harry Potter dans sa sixième année à Poudlard. Au début du jeu on incarne donc Harry Potter lors d'un entrainement de quidditch dans la maison de son meilleur ami Ron Weasley. Pendant le jeu, on assiste à sa scolarité, sa nouvelle rentrée à l'école mais aussi les avancées dans les relations amoureuses de Harry et de Ron, et on découvre le nouveau professeur de potion, le professeur Slughorn, un personnage qui semble avoir beaucoup d'intérêt pour les élèves naturellement doués ou célèbres. Pendant un de ses cours, Harry trouve un manuel de potion de magie ayant appartenu à une personne se faisant appeler le prince de sang mêlé. On suit également le professeur Albus Dumbledore dans sa recherche des Horcruxes. À la fin du jeu, comme dans le livre, on découvre la véritable identité du prince de sang mêlé dans un duel de sorcellerie.

## Personnages
Harry Potter est le personnage incarné dans ce jeu, mais pour une mission on incarne également exceptionnellement Ron Weasley. 
- Hermione Granger
- Albus Dumbledore
- Professeur Horace Slughorn
- Ginny Weasley
- Luna Lovegood
- Draco Malfoy
- Severus Rogue
- Vincent Crabbe
- Gregory Goyle